# Al-Mahdijja
Al-Mahdijja (arab. المهدية, trl. Al-Mahdiyya, trb. Al-Mahdijja; fr. Mahdia) – miasto w północno-wschodniej Tunezji, nad Morzem Śródziemnym, siedziba administracyjna wilai Al-Mahdijja. W 2014 roku liczyło ok. 52 tys. mieszkańców.

## Historia

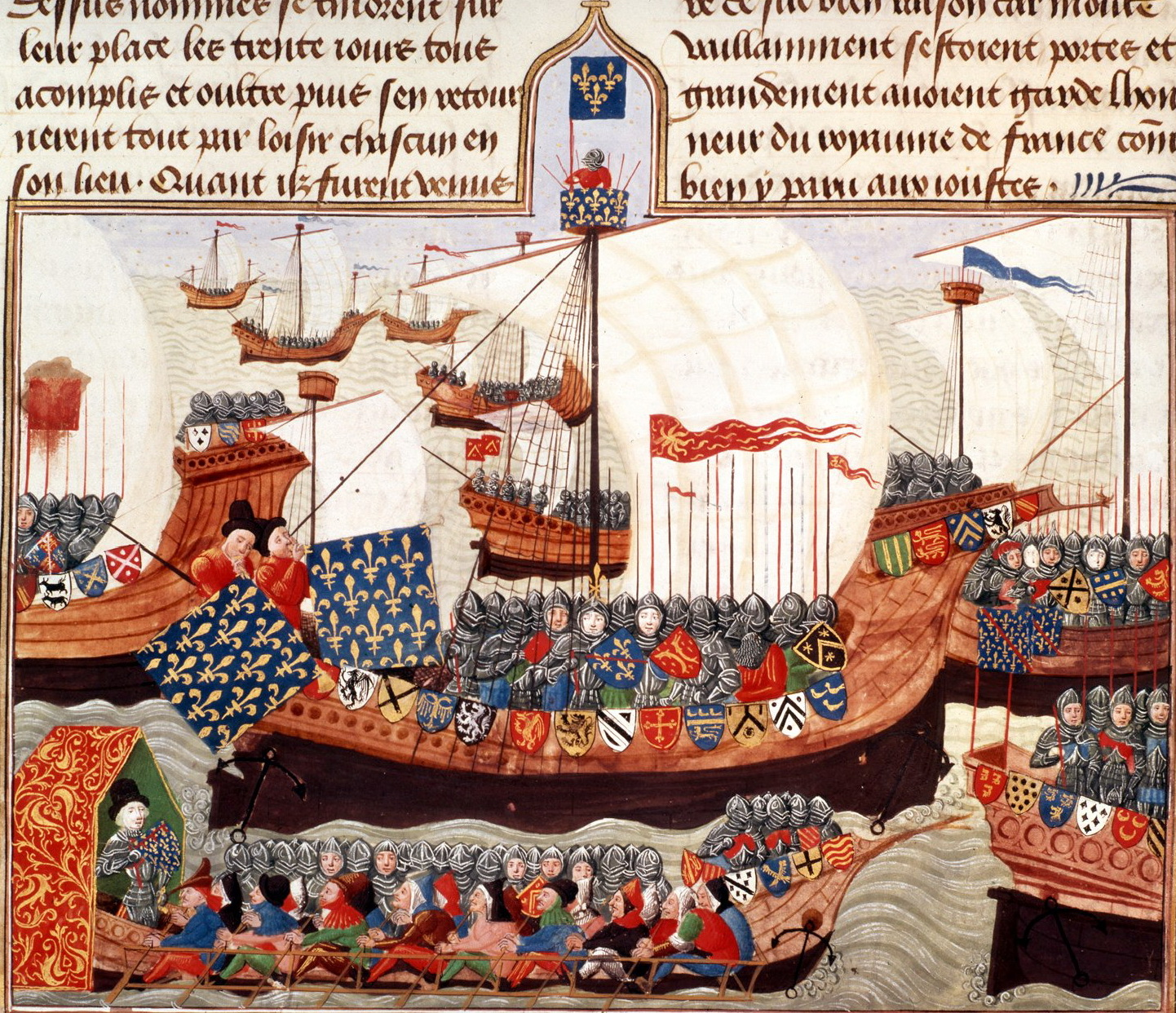
Najazd francuski w roku 1390 na rycinie z kroniki Froissarta

Najstarsza część miasta położonego na wąskim, wysuniętym w morze półwyspie, to rzymskie miasto Aphrodisium, później Africa, na współczesnych mapach cypel nosi nazwę Ras Ifrikijja (Cap Afrique). Na liście biskupstw tytularnych Kościoła znajduje się nieobsadzone biskupstwo Africa, konsekrowane prawdopodobnie przez papieża Eugeniusza III w roku 1148. Spis ruchomego inwentarza tego kościoła (inventarium thesauri Africani) znajduje się w archiwum Cappella Palatina w Palermo na Sycylii.
Muzułmańska Al-Mahdijja została założona w roku 921 przez kalifa Ubajd Allaha al-Mahdiego z dynastii Fatymidów i uczyniona stolicą Ifrikijji. Została wybrana na stolicę ze względu na dostęp do morza i położenie na cyplu, który już od czasów Fenicjan pełnił ważną rolę militarną i był przez wieki nazywany „palcem wskazującym morze”.
W 1087 roku miasto zostało zaatakowane przez flotę okrętów z Genui i Pizy; statki muzułmańskie w porcie zostały spalone, co było jednym z kroków do przejęcia kontroli nad zachodnią częścią Morza Śródziemnego i ułatwiło zaopatrywanie drogą morską rycerstwa I wyprawy krzyżowej. Dynastia Zirydów rezydowała tu przez cały XI wiek, ale kres temu położył najazd Normanów, którzy w 1148 zdobyli miasto. Od roku 1160 miasto było we władaniu Almohadów.
W XII wieku, za panowania Almohadów, stolicę przeniesiono do Tunisu, który był siedzibą także ich następców, Hafsydów. Niektóre budowle Al-Mahdijji, jak na przykład Wielki Meczet czy kasba, pochodzą z XI i XII wieku i są obecnie atrakcją turystyczną. Na przestrzeni dziejów miasto było celem wielu najazdów. W roku 1390 było bezskutecznie obleganie przez Francuzów. W 1550 zostało zdobyte przez Hiszpanów, którzy okupowali je przez trzy lata, po czym cesarz Karol V zaoferował je Joannitom, którzy władali na Malcie. Zakon odmówił przyjęcia miasta, uznając że byłoby to dla nich zbyt kosztowne. W tej sytuacji Karol nakazał wicekrólowi Sycylii, Juanowi de Vega, zburzenie Al-Mahdijji, mimo że była to ważna strategicznie twierdza. Prace rozbiórkowe prowadził Hernando de Acuña. Wkrótce potem Al-Mahdijja została odbita przez Imperium Osmańskie, ale straciła już handlowe i logistyczne znaczenie i odtąd gospodarczo opierała się na rybołówstwie i tłoczniach oliwy. Tureckie panowanie trwało do XIX wieku.
Podczas niemieckiej okupacji Tunezji w czasie II wojny światowej w Mahdijji Khaled Abdul-Wahab ukrywał 24 Żydów.
Al-Mahdijja to obecnie niewielka miejscowość turystyczna na wybrzeżu Morza Śródziemnego, niedaleko od Monastyru i Susy. Plaże w miejscowości są czyste, piaszczyste i szerokie.

## Klimat
| Miesiąc                              | Sty  | Lut  | Mar  | Kwi  | Maj  | Cze  | Lip  | Sie  | Wrz  | Paź  | Lis  | Gru  | Roczna |
| ------------------------------------ | ---- | ---- | ---- | ---- | ---- | ---- | ---- | ---- | ---- | ---- | ---- | ---- | ------ |
| Rekordy maksymalnej temperatury [°C] | 16   | 20   | 20   | 22   | 23   | 29   | 32   | 35   | 30   | 24   | 17   | 16   | 35     |
| Średnie temperatury w dzień [°C]     | 9.7  | 11   | 13.6 | 16.4 | 21.2 | 26.5 | 31.7 | 31.5 | 26.6 | 24.4 | 14.4 | 9.9  | 31,7   |
| Średnie temperatury w nocy [°C]      | 11   | 17   | 17   | 18   | 18   | 22   | 21   | 21   | 17   | 13   | 12   | 11   | 14     |
| Rekordy minimalnej temperatury [°C]  | 6    | 11   | 11   | 7    | 9    | 12   | 14   | 13   | 14   | 7    | 6    | 4    | 4      |
| Opady [mm]                           | 53.3 | 40.6 | 43.2 | 30.5 | 43.2 | 21.1 | 6.9  | 7.6  | 22.1 | 36.1 | 49.3 | 48.8 | 405,2  |
| Średnia liczba dni deszczowych       | 12   | 10   | 11   | 6    | 11   | 4    | 1    | 2    | 4    | 8    | 10   | 11   | 90     |
| Źródło: Climate-Data.org             |      |      |      |      |      |      |      |      |      |      |      |      |        |

## Miasta partnerskie
- Mazara del Vallo, Włochy

## Galeria

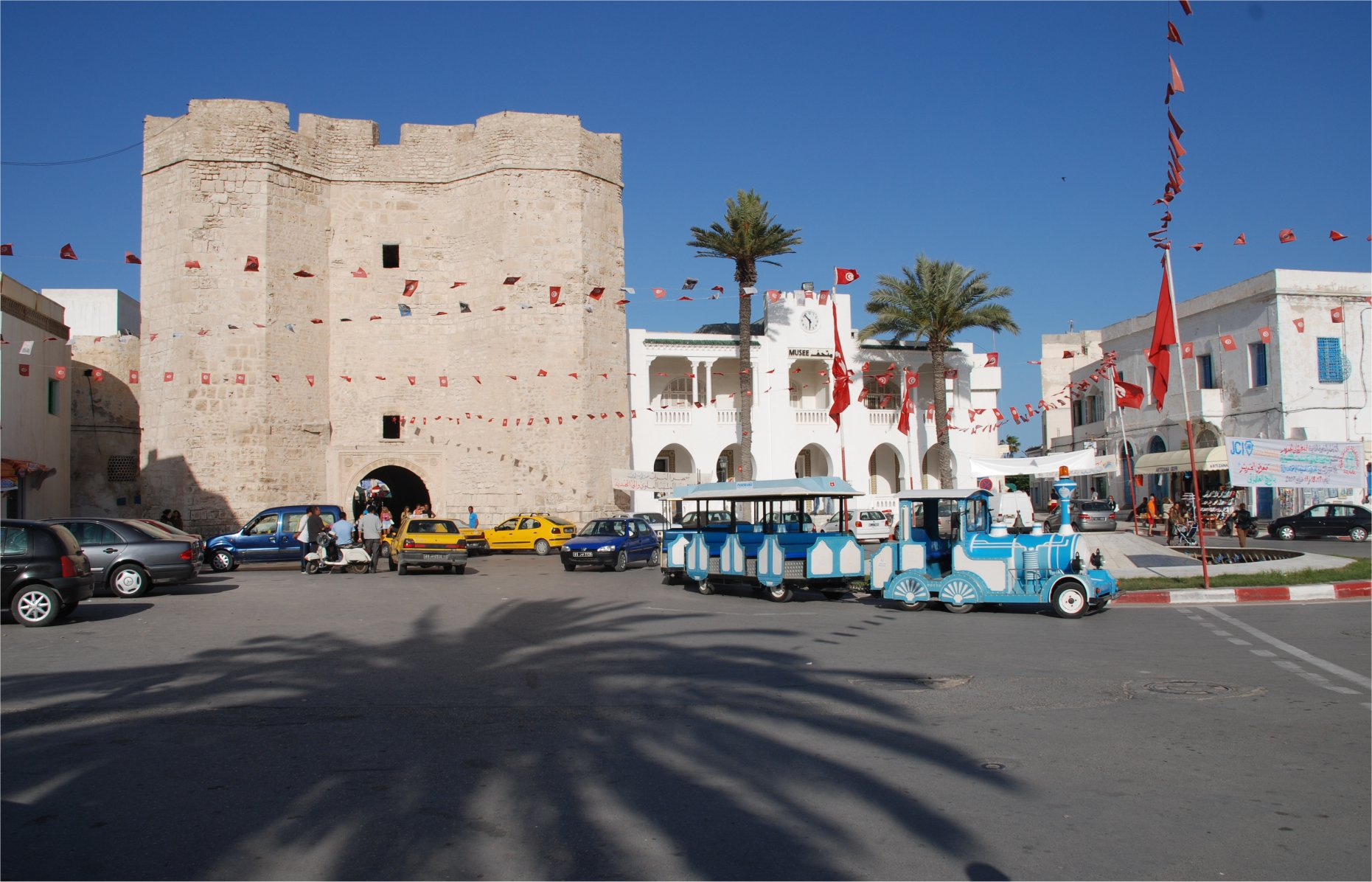
Zabytkowa brama
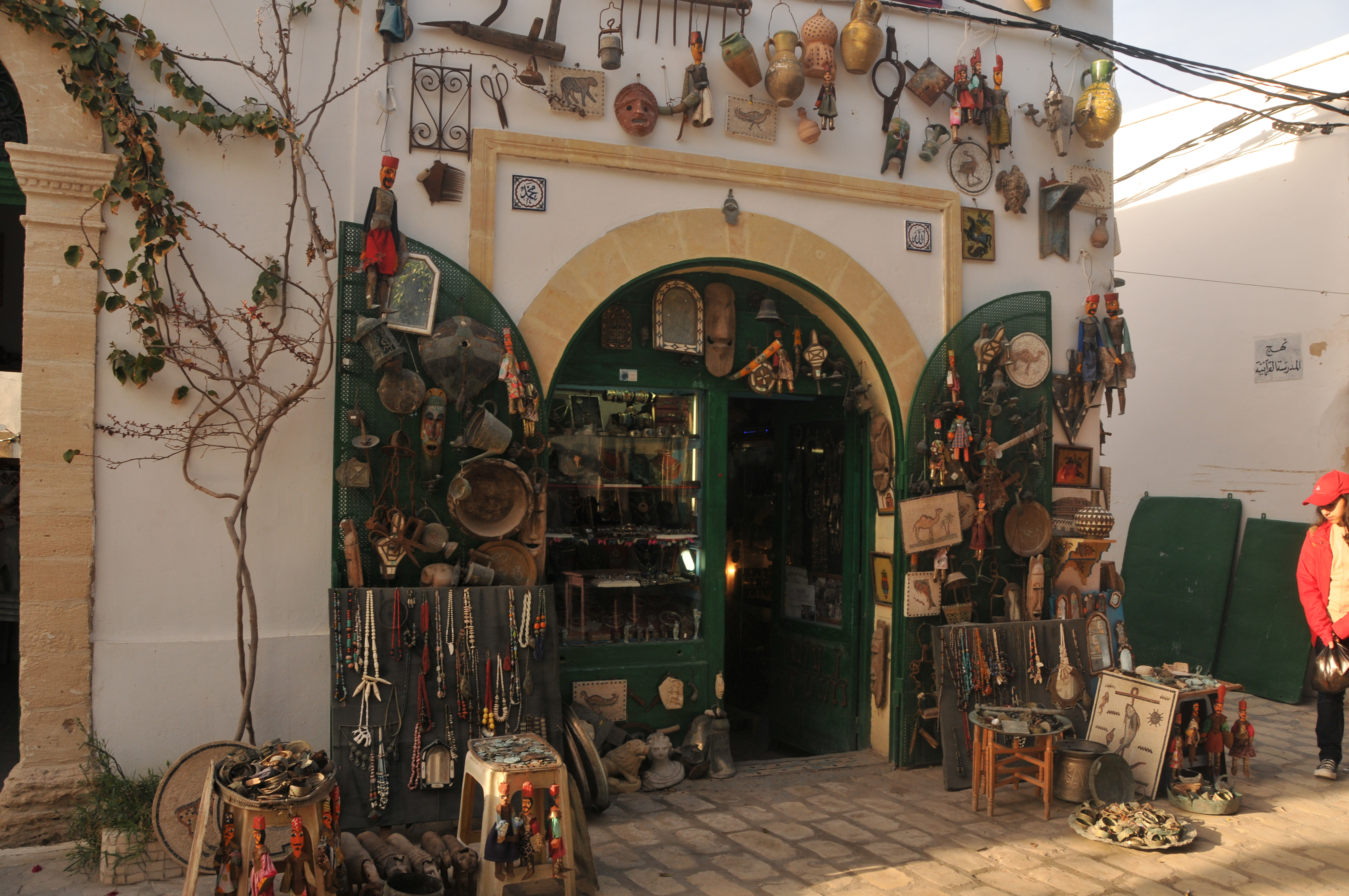
Sklepik w kasbie
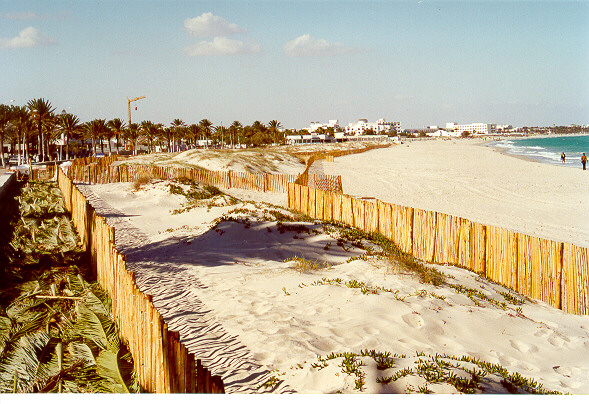
Plaża w Al-Mahdijji
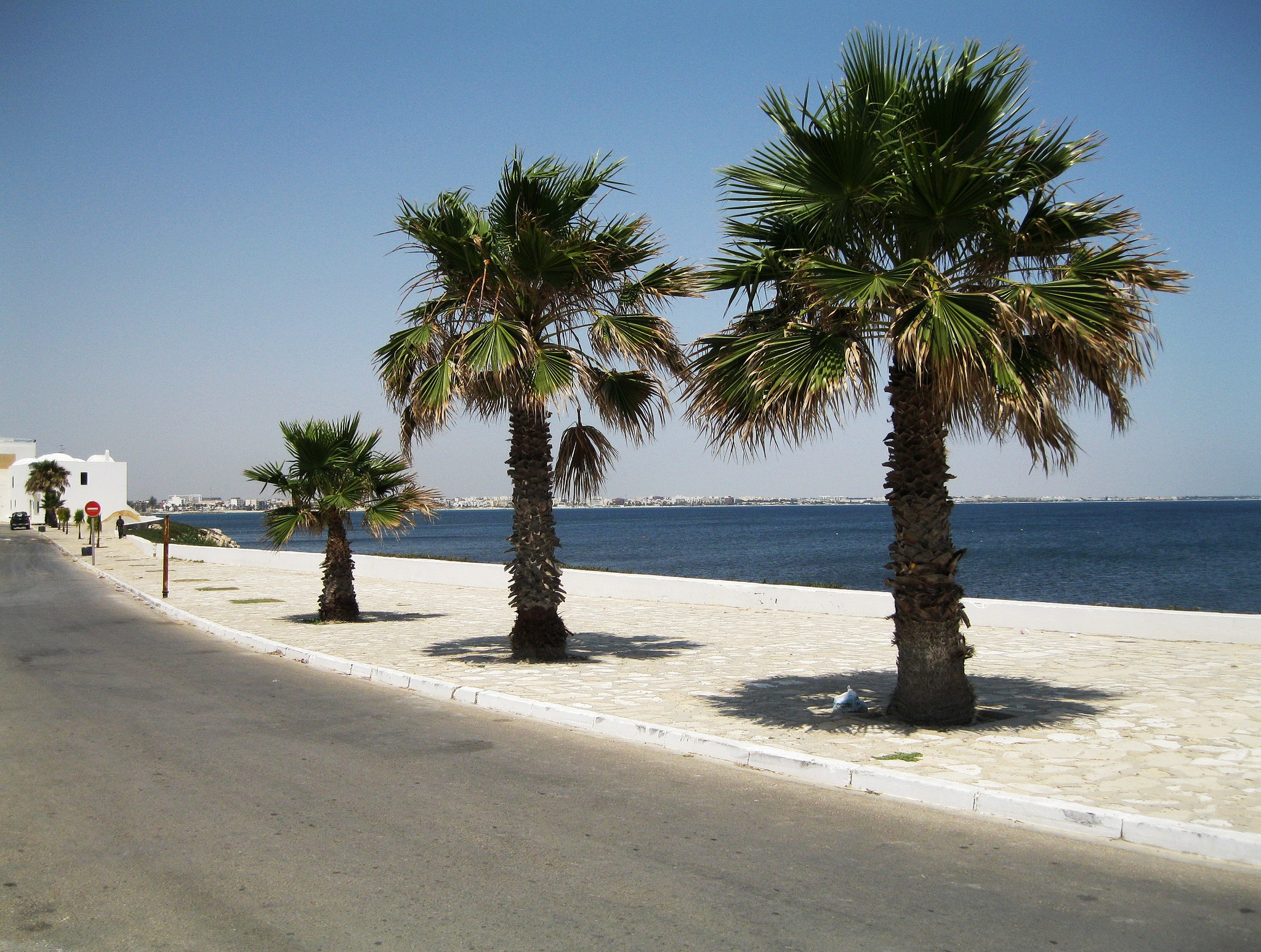
Bulwar namorski
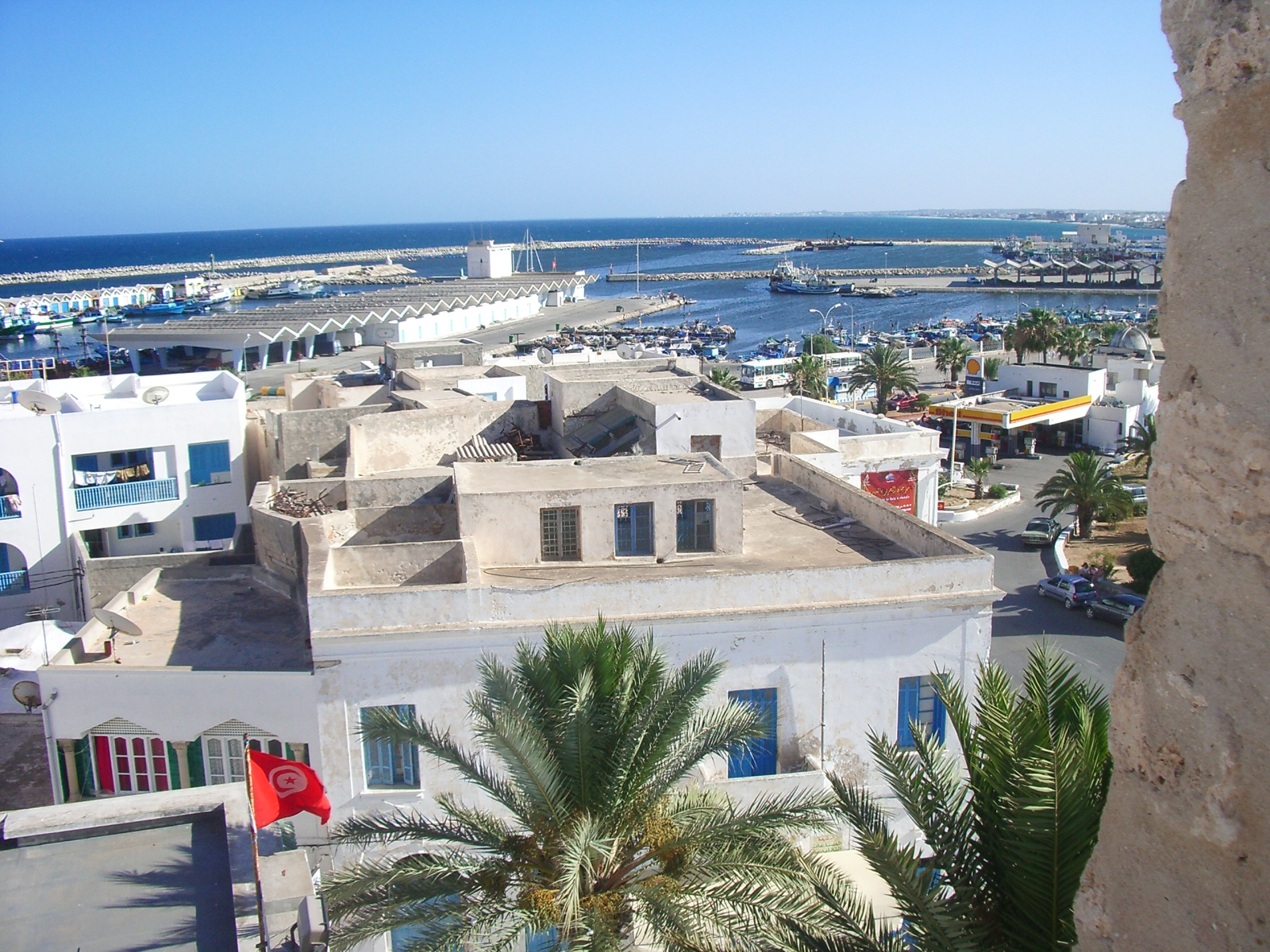
Widok na port
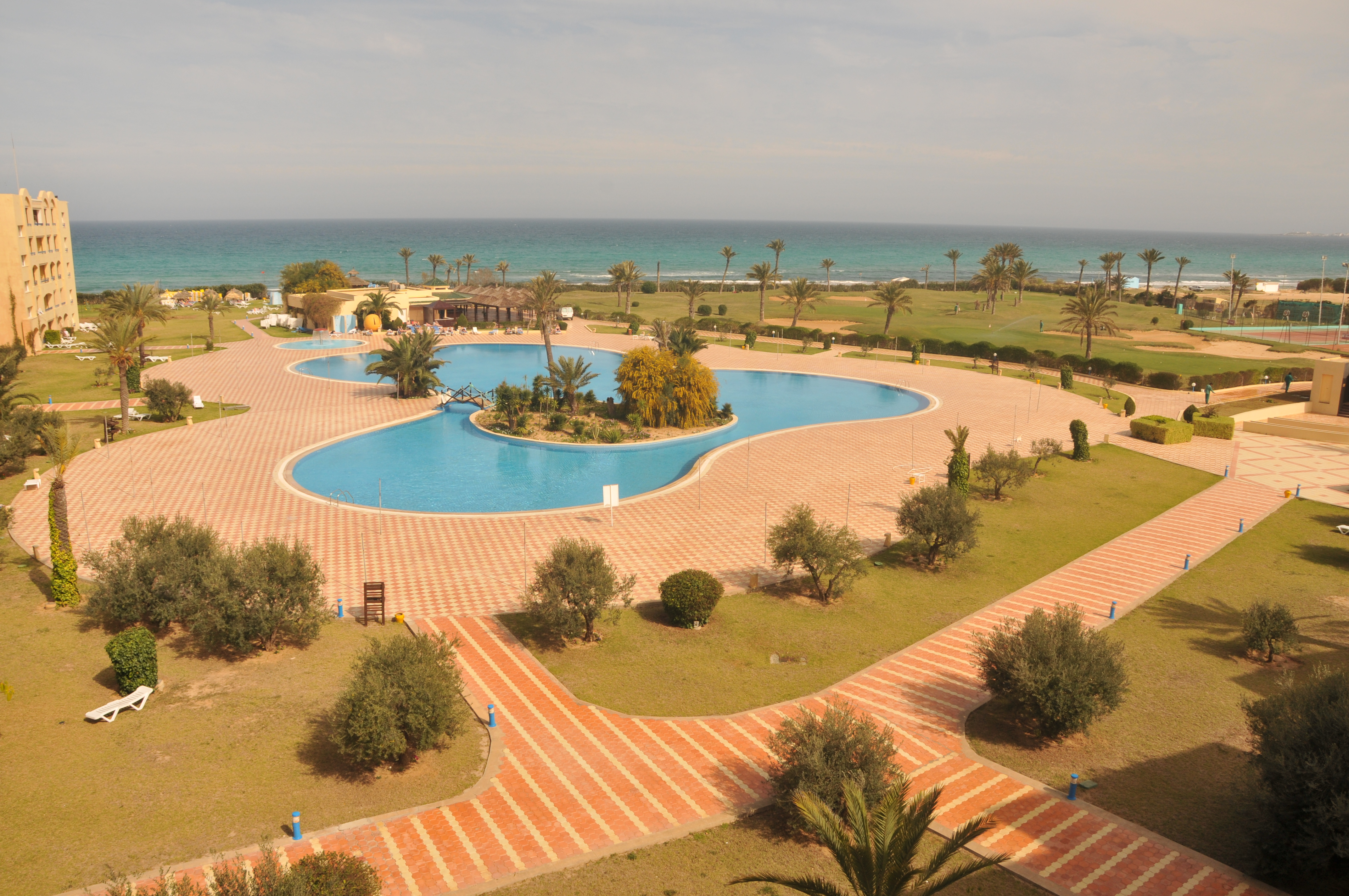
Otoczenie hotelu Nour Palace
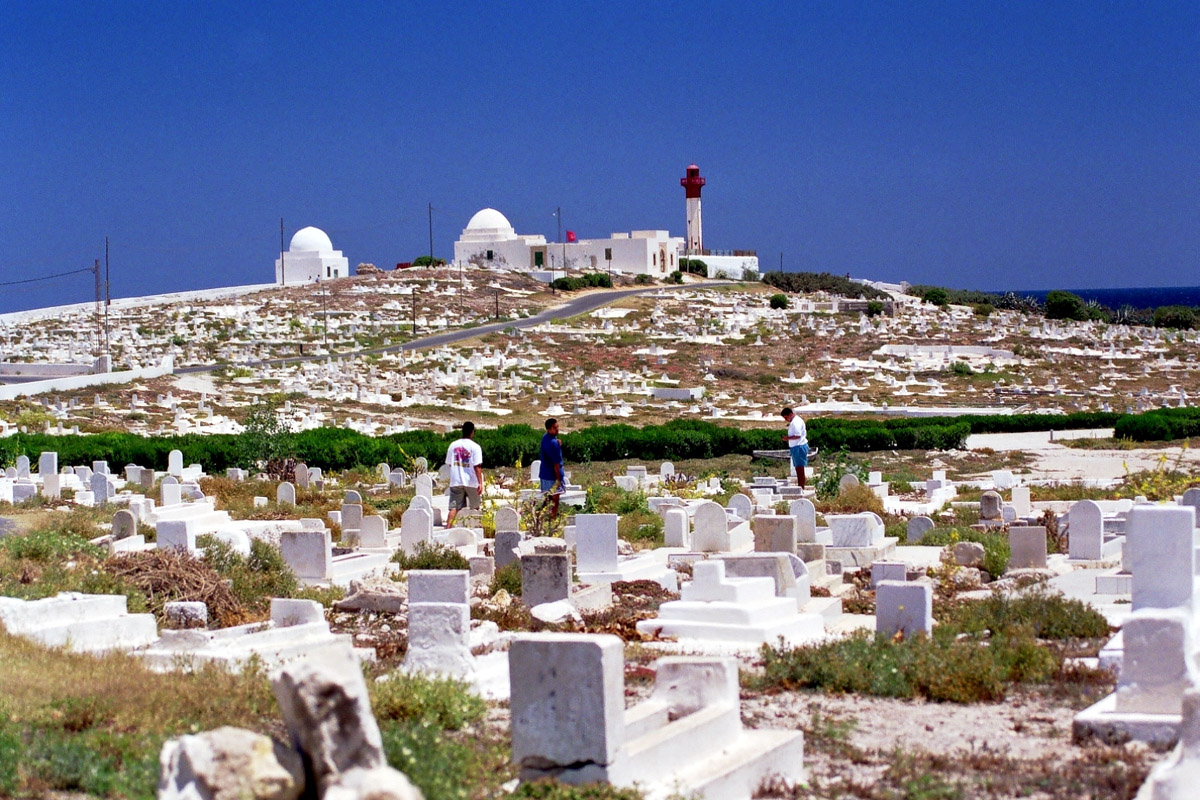
Nadmorski cmentarz żeglarski
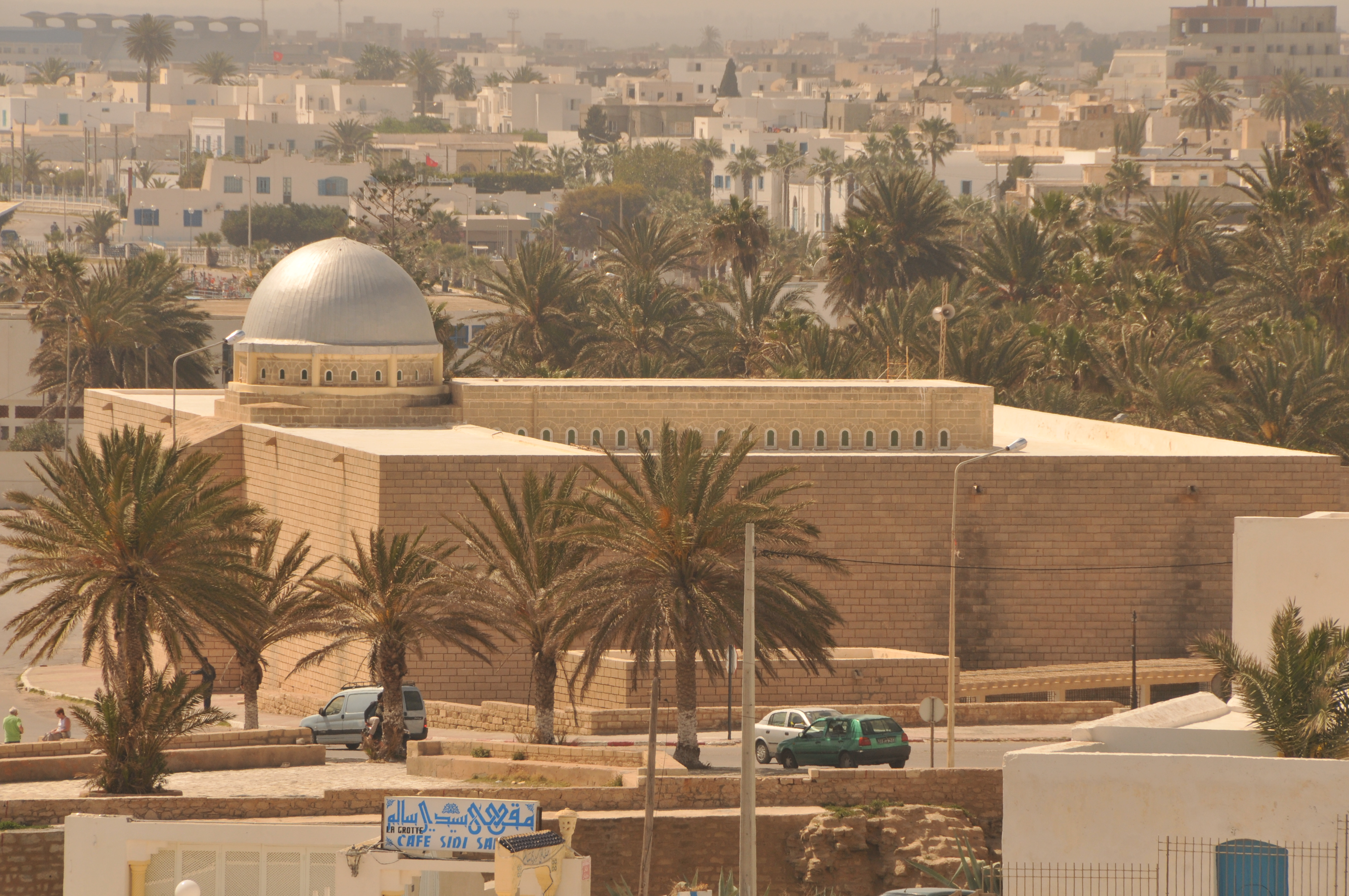
Wielki Meczet Al-Mahdijji